# John Gould Veitch
John Gould Veitch (1839 - 1870) foi um botânico inglês.